# Théâtre de la jeunesse de Novi Sad
Le Théâtre de la jeunesse (en serbe Alphabet cyrillique serbe : Позориште младих ; en serbe latin : Pozorište mladih) est un théâtre situé à Novi Sad, la capitale de la province autonome de Voïvodine, en Serbie. Il a été créé en 1932 et dispose de deux salles : une scène pour les enfants et une « scène dramatique » (Dramska scena). Il est installé dans le bâtiment de la société Sokol, qui est inscrit sur la liste des monuments culturels protégés de la république de Serbie (identifiant no SK 1698).

## Histoire
Le Théâtre de la jeunesse a été fondé en 1932 en tant que théâtre de marionnettes dans le cadre de la société Sokol de Novi Sad ; il trouve son origine dans la section de marionnettistes de la société, section fondée en 1930 grâce au soutien de Vladimir Belajčić de d'Ignjat Pavlas. D'abord installé dans les locaux de la Matica srpska, l'une des institutions culturelles serbes les plus importantes du royaume de Yougoslavie, il a été transféré en 1936 dans le nouveau bâtiment construit pour la société ; il y disposait d'une salle de 166 places.
Le théâtre est endommagé pendant la Seconde Guerre mondiale et les marionnettes, les décors et les costumes ont été détruits ou volés. Juste après la guerre la guerre, il rouvre sous le nom de Théâtre de marionnettes de Voïvodine (Vojvođansko pozorište lutaka) ; il a reçu son nom actuel en 1968. Il est aujourd'hui le premier théâtre de marionnettes de Voïvodine et de Serbie.

## Architecture
Situé 4 rue Ignjata Pavlasa dans le quartier central de Stari grad, le bâtiment a été construit en 1935-1936. Il a été conçu par l'architecte Đorđe Tabaković (1897-1971), l'un des architectes les plus importants de Novi Sad, pour la société Sokol « Vojvodina », créée en 1905. L'ensemble est caractéristique du courant moderniste de l'Entre-deux-guerres,.

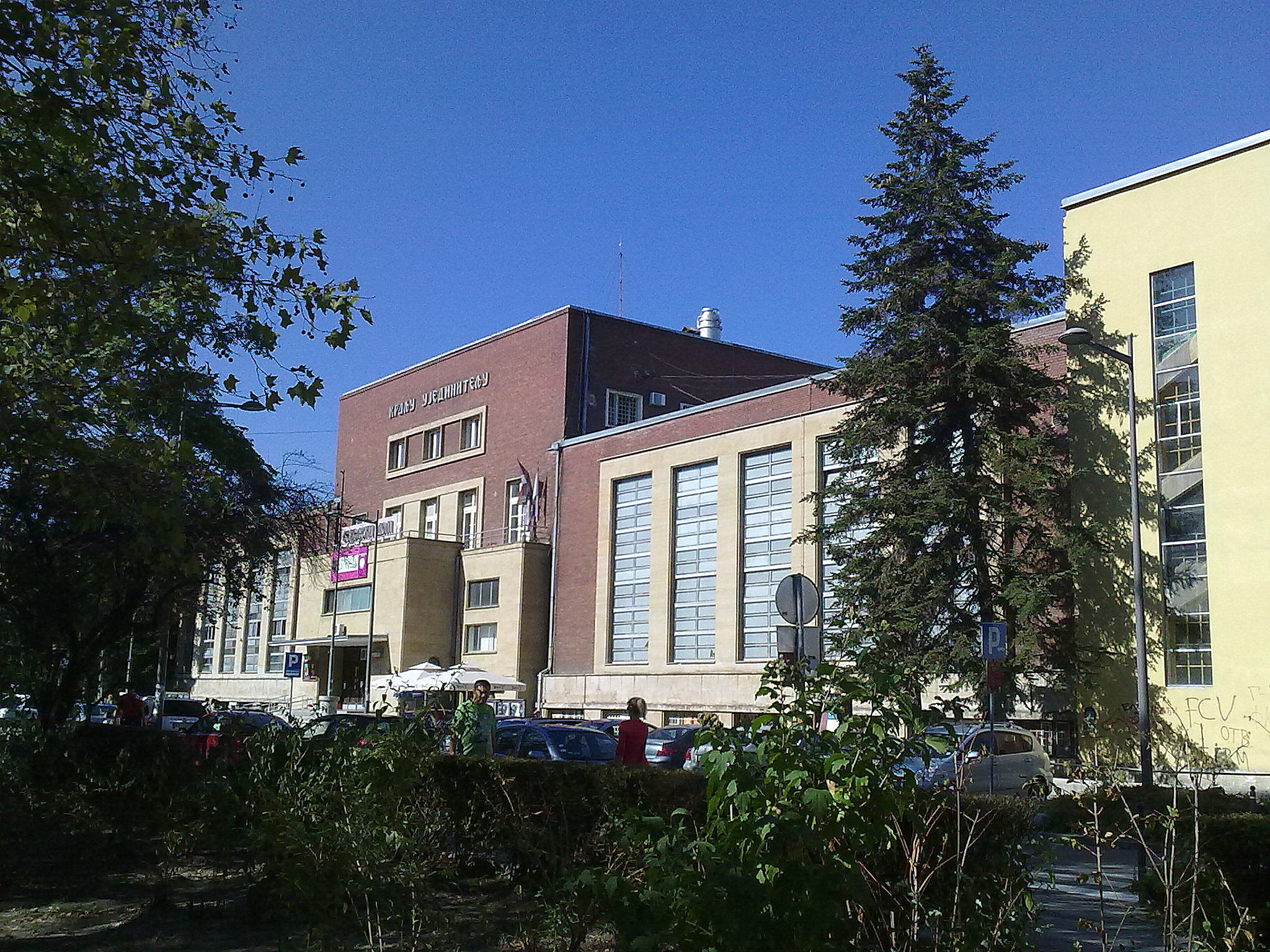
Vue du bâtiment

## Troupe
La troupe du théâtre est composée de 27 membres.

## Répertoire
En 2015, le théâtre a notamment présenté les spectacles suivants : Ožalošćena porodica (La Famille endeuillée), adapté de Branislav Nušić, Le Loup et les Enfants de Jan Grabowski, Kvarna farma de Nebojša Savić, Lepotica i zver (La Belle et la Bête) de Stevan Koprivica, Potpuno skraćena istorija Srbije (Histoire complète et abrégée de la Serbie) de Maja Pelević et Slobodan Obradović, Enciklopedija izgubljenog vremena (Encyclopédie du temps perdu) de Slobodan Schneider, ¡Ay, Carmela! de José Sanchis Sinisterra, Anđeoska bajka (Conte de fée angélique) et Veseli muzičari d'Emilija Mrdaković, Razgovori u četiri oka (Entretiens en privé) d'après Ingmar Bergman, Božićna pesma (Un chant de Noël) d'après Charles Dickens ou Ko je rekao "mjau" ? (Qui a dit : miaou ?) d'après Vladimir Souteïev.